# Saroj Khan
Pour les articles homonymes, voir Khan (homonymie).
Saroj Khan (en hindi : सरोज ख़ाँ), née Nirmala Sadhu Khan le 22 novembre 1948 à Bombay (dominion de l'Inde) et morte le 3 juillet 2020 dans la même ville, est une des chorégraphes indiennes les plus éminentes du cinéma indien de Bollywood. 

## Biographie
Née le 22 novembre 1948, après avoir étudié auprès de B. Sohanlal, Saroj Khan a dirigé et créé des danses dans plus de 200 films, le film Nagina l'ayant propulsé au niveau des stars. 
Elle est morte le 3 juillet 2020,.

## Filmographie
- Guru (2007)
- Dhan Dhana Dhan Goal (2007)
- Saawariya (2007)
- Don - The Chase Begins Again (2006)
- Fanaa (2006)
- Mangal Pandey: The Rising (2005)
- Sringaram (2005) (en tamoul)
- Veer-Zaara (2004)
- Kuch Naa Kaho (2004)
- Saathiya (2002)
- Devdas (2002)
- Lagaan (2001)
- Fiza (2000)
- Taal (1999)
- Hum Dil De Chuke Sanam (1999)
- Soldier (en) (1998)
- Aur Pyaar Ho Gaya (1997)
- Pardes (1997)
- Iruvar (1997) (en tamoul)
- Khamoshi: The Musical (1996)
- Dilwale Dulhania Le Jayenge (1995)
- Yaraana (1995)
- Mohra (1994)
- Baazigar (1993)
- Darr (1993)
- Chandni (1989)
- Beta (1992)
- Mr. India (1987)
- Nagina (1986)

## Récompenses

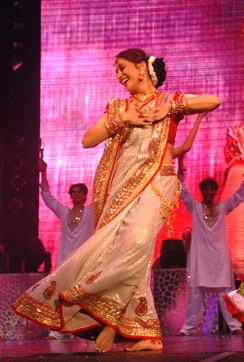
Madhuri Dixit dansant Dola Re Dola pour laquelle Saroj Khan reçut un National Film Award dans l'Unforgettable Tour 2008.

National Film Award for Best Choreography
- 2006 - Sringaram
- 2003 - Devdas

Filmfare Award Best Choreography
- 2008 - Guru
- 2003 - Devdas
- 2000 - Hum Dil De Chuke Sanam
- 1994 - Khalnayak
- 1993 - Beta
- 1991 - Sailaab
- 1990 - Chaalbaaz
- 1989 - Tezaab